# Parroy
Parroy je francouzská obec v departementu Meurthe-et-Moselle v regionu Grand Est. V roce 2013 zde žilo 162 obyvatel.

## Geografie
Sousední obce jsou: Bures, Coincourt, Hénaménil, Laneuveville-aux-Bois a Mouacourt.
Přes území obce prochází vodní kanál Marna-Rýn. U obce je na kanálu přístav. Souběžně s kanálem tu také protéká říčka Sânon.

## Vývoj počtu obyvatel
Počet obyvatel